# Mercedes Ruehl
Pour les articles homonymes, voir Mercedes et Ruehl.
Mercedes Ruehl est une actrice américaine, née le 28 février 1948 dans le Queens, un quartier de New York (États-Unis).

Son interprétation d'Anne Napolitano dans le film The Fisher King : Le Roi pêcheur (The Fisher King) de Terry Gilliam lui valut l'Oscar de la meilleure actrice dans un second rôle en 1992.

## Biographie
Ruehl est née à Jackson Heights dans le Queens à New York. Elle est la fille de J. Mercedes, une maîtresse d'école, et Vincent Ruehl, un agent du FBI. Elle est catholique. Son père est d'origine allemande et irlandaise et sa mère est d'origine cubaine et irlandaise. Ruehl étudie au collège de New Rochelle et est diplômé en 1969. Elle est mariée avec le peintre David Geiser, avec qui elle a adopté un fils, Jake (né 1997). Elle a eu un autre fils, Christopher, qu'elle a placé à  l'adoption en 1976. Il sera plus tard le parrain de Jake,,,.
Son frère, Peter Ruehl, a émigré en Australie, il est devenu chroniqueur dans un journal populaire.
Ruehl commence sa carrière dans le théâtre régional, elle vit de petits boulots entre deux engagements. Dans les années 1970, Ruehl trouve le succès sur scène à New York. Sur scène, elle a remporté le prix Obie 1984. Elle a également reçu un prix Tony 1991 de la meilleure actrice. Ses performances dans deux autres pièces lui ont valu deux autres nominations.

## Filmographie

### Télévision
- 1984 : Mom's on Strike : Sandy
- 1994 : On Hope : Wendy
- 1995 : Le Silence des innocents (Indictment: The McMartin Trial) : Lael Rubin
- 1997 : North Shore Fish : Florence
- 1997 : SUBWAYStories: Tales from the Underground (en) : Leyla (segment Underground)
- 1998 : Anatomie d'un top model (Gia) : Kathleen Carangi
- 2000 : L'Amour interdit (All-American Girl: The Mary Kay Letourneau Story) : Jane Newhall
- 2000 : L'Enfance retrouvée (The Lost Child) : Rebecca
- 2001 : Mr. Life
- 2002 : Coupable par amour (Guilt by Association) : Susan Walker
- 2002 : Braquage au féminin (Widows) : Dolly Rawlins
- 2004 : Everyday Life
- 2004 : Bad Apple : Lorraine Gibbons
- 2005 : Trop jeune pour être mère (Mom at Sixteen) : Terry Jeffries
- 2006 : A Girl Like Me : L'Histoire vraie de Gwen Araujo (A Girl like Me: The Gwen Araujo Story) : Sylvia Guerrero
- 2007 : Psych : Enquêteur malgré lui : détective Goochberg
- 2009 : Un mariage de raison / L'Amour plus fort que la raison (Loving Leah) : Janice Lever
- 2009 : New York, police judiciaire (Law and Order) : Judge Clara Lloyd
- 2023 : New Amsterdam

### Cinéma
- 1976 : Dona Flor et ses deux maris (Dona Flor e Seus Dois Maridos) : American girl in casino
- 1979 : Les Guerriers de la nuit (The Warriors) : Policewoman in Central Park
- 1981 : Georgia (Four Friends) : Woman in Taxi
- 1986 : Twisted : Cybelle
- 1986 : La Brûlure (Heartburn) : Eve
- 1987 : Leader of the Band : Miss Cooper
- 1987 : Radio Days : Ad Men
- 1987 : 84 Charing Cross Road : Kay
- 1987 : Le Secret de mon succès (The Secret of My Succe$s) : Sheila
- 1988 : Big : Mrs. Baskin
- 1988 : Veuve mais pas trop (Married to the Mob) de Jonathan Demme : Connie Russo
- 1989 : Esclaves de New York (Slaves of New York) : Samantha
- 1989 : Crimes et délits (Crimes and Misdemeanors) : Party Guest
- 1990 : Les Fous de la pub (Crazy People) : Dr Liz Baylor
- 1991 : Le Menteur et le Tricheur (Another You) : Elaine
- 1991 : The Fisher King : Le Roi pêcheur (The Fisher King) : Anne Napolitano
- 1993 : Lost in Yonkers : Bella Kurnitz
- 1993 : Last Action Hero de  John McTiernan : Irene Madigan
- 1997 : Pour l'amour de Roseanna (Roseanna's Grave) : Roseanna 'Rosa'
- 1999 : The Minus Man : Jane Durwin
- 1999 : Out of the Cold : Tina
- 2000 : Spooky House : Boss
- 2000 : What's Cooking? : Elizabeth 'Lizzy' Avila
- 2000 : Sac d'embrouilles (More Dogs Than Bones) : Victoria 'Vic' Galletti
- 2000 : The Amati Girls : Grace
- 2004 : Zeyda and the Hitman : Esther
- 2007 : A Happy Death : Aunt Rosa
- 2019 : Queens (Hustlers) de Lorene Scafaria

## Distinctions

### Récompenses
- 12e cérémonie des Boston Society of Film Critics Awards 1991 : Meilleure actrice dans un second rôle dans une comédie fantastique pour The Fisher King : Le Roi pêcheur (The Fisher King) (1991).
- 14e cérémonie des Los Angeles Film Critics Association Awards 1991 : Meilleure actrice dans une comédie fantastique pour The Fisher King : Le Roi pêcheur (The Fisher King) (1991).
- Venice Film Festival 1991 : Coupe Volpi pour la meilleure interprétation féminine dans une comédie fantastique pour The Fisher King : Le Roi pêcheur (The Fisher King) (1991).
- 5e cérémonie des Chicago Film Critics Association Awards 1992 : Meilleure actrice dans un second rôle dans une comédie fantastique pour The Fisher King : Le Roi pêcheur (The Fisher King) (1991).
- 49e cérémonie des Golden Globes 1992 : Meilleure actrice dans un second rôle dans une comédie fantastique pour The Fisher King : Le Roi pêcheur (The Fisher King) (1991).
- 64e cérémonie des Oscars 1992 : Meilleure actrice dans un second rôle dans une comédie fantastique pour The Fisher King : Le Roi pêcheur (The Fisher King) (1991).
- 18e cérémonie des Saturn Awards 1992 : Meilleure actrice dans un second rôle dans une comédie fantastique pour The Fisher King : Le Roi pêcheur (The Fisher King) (1991).